# توماس د. أورورك
توماس د. أورورك (بالإنجليزية: Thomas D. O'Rourke)‏ هو مهندس مدني أمريكي، ولد في 1948.